# Phanerochaete viticola
Phanerochaete viticola är en svampart som först beskrevs av Ludwig David von Schweinitz, och fick sitt nu gällande namn av Erast Parmasto 1967. Phanerochaete viticola ingår i släktet Phanerochaete och familjen Phanerochaetaceae.   Inga underarter finns listade i Catalogue of Life.